# Liste der politischen Parteien in Georgien
Die Liste der politischen Parteien in Georgien umfasst alle derzeitigen georgischen Parteien.

## Parteien mit Repräsentation

### Parlamentarische Parteien
Die folgenden Parteien sind aktuell (Stand: 2023) im Parlament durch Wahl oder Parteiübertritte vertreten bzw. stellten zu Beginn der Legislaturperiode Abgeordnete.
| Logo | Logo          | Partei | Ausrichtung                                                                          | Parteivorsitzender                     | Europapartei  | Gründung      | Parlamentssitze (2020) | Sitze aktuell (Stand 2023) | Kommunale Mandate (2021) |
| ---- | ------------- | --- | ------------------------------------------------------------------------------------ | -------------------------------------- | ------------- | ------------- | ---------------------- | -------------------------- | ------------------------ |
|      |               | Georgischer Traum – Demokratisches Georgien (KO) ქართული ოცნება–დემოკრატიული საქართველო Kartuli Ozneba–Demokratiuli Sakartwelo | Catch-all-Partei Populismus Sozialdemokratie Gesellschaftspolitischer Konservatismus | Irakli Gharibaschwili                  | – Anm. 1      | 2012          | 90/150                 | 75/150                     | 1359/2068                |
|      |               | Vereinte Nationale Bewegung (ENM) ერთიანი ნაციონალური მოძრაობა Ertiani Nazionaluri Modsraoba                                   | Mitte-rechts Wirtschaftsliberalismus Liberaler Konservatismus Pro-Europäismus        | Tinatin Bokutschawa                    | EVP A         | 2001          | 26/150                 | 16/150                     | 508/2068                 |
|      |               | Volksmacht (PP) ხალხის ძალა Chalchis dsala                                                                                     | Populismus Antiamerikanismus                                                         | Sosar Subari                           | –             | 2022          | 0/150                  | 9/150                      | 0/2068                   |
|      |               | Für Georgien (FG) საქართველოსთვის Sakartwelostwis                                                                              | Zentrismus Pro-Europäismus                                                           | Giorgi Gacharia                        | –             | 2021          | 0/150                  | 5/150                      | 113/2068                 |
|      |               | Neue Politische Mitte – Tannenzapfen (Girchi) ახალი პოლიტიკური ცენტრი – გირჩი Achali Politikuri Zentri – Girtschi              | Mitte-rechts Libertarismus Pro-Europäismus                                           | Iago Chwitschia                        | –             | 2016          | 4/150                  | 4/150                      | 1/2068                   |
|      |               | Europäische Sozialisten (ES) ევროპელი სოციალისტები Ewropeli Sozialistebi                                                       | Mitte-links Sozialdemokratie Gesellschaftspolitischer Konservatismus Pro-Europäismus | Fridon Indschia                        | –             | 2021          | 0/150                  | 4/150                      | 5/2068                   |
|      |               | Strategiebauer (SA) სტრატეგია აღმაშენებელი Strategia Aghmaschenebeli                                                           | Zentrismus Liberalismus Pro-Europäismus                                              | Giorgi Waschadse                       | ALDE V        | 2016          | 3/150                  | 3/150                      | 8/2068                   |
|      |               | Staat für das Volk (SK) სახელმწიფო ხალხისთვის Sachelmzipo Chalchistwis                                                         | Mitte-rechts Christdemokratie Pro-Europäismus                                        | Nika Matschutadse                      | –             | 2016          | 3/150                  | 3/150                      | 0/2068                   |
|      |               | Versuch für Georgien (Lelo) ლელო საქართველოსთვის Lelo Sakartwelostwis                                                          | Zentrismus Liberalismus Pro-Europäismus                                              | Mamuka Chasaradse                      | ALDE V        | 2019          | 4/150                  | 2/150                      | 27/2068                  |
|      |               | Fortschritt und Freiheit (PT) პროგრესი და თავისუფლება Progressi da Tawissupleba                                                | Zentrismus Pro-Europäismus                                                           | Kacha Okriaschwili Tsesar Tschotscheli | –             | 2020          | 2/150                  | 2/150                      | 2/2068                   |
|      |               | Bürger (Mo.) მოქალაქეები Mokalakeebi                                                                                           | Populismus Pro-Europäismus                                                           | Aleko Elisaschwili                     | –             | 2020          | 2/150                  | 2/150                      | 1/2068                   |
|      |               | Republikanische Partei Georgiens (SRP) საქართველოს რესპუბლიკური პარტია Sakartwelos Respublikuri Partia                         | Zentrismus Sozialliberalismus Pro-Europäismus                                        | Chatuna Samnidse                       | ALDE A        | 1978          | 2/150                  | 1/150                      | 0/2068                   |
|      |               | Recht und Gerechtigkeit (KS) კანონი და სამართალი Kanoni da Samartali                                                           | Mitte-rechts Liberaler Nationalismus Pro-Europäismus                                 | Tako Tscharkwiani                      | –             | 2019          | 1/150                  | 1/150                      | 0/2068                   |
|      |               | Nationaldemokratische Partei (EDP) ეროვნულ-დემოკრატიული პარტია Erownul-Demokratiuli Partia                                     | Mitte-rechts Christdemokratie Pro-Europäismus                                        | Batschuki Kardawa                      | –             | 1988          | 1/150                  | 1/150                      | 0/2068                   |
|      |               | Siegreiches Georgien (GS) გამარჯვებული საქართველო Gamardschwebuli Sakartwelo                                                   | Mitte-rechts Nationalismus                                                           | Irakli Okruaschwili                    | –             | 2019          | 1/150                  | 1/150                      | 0/2068                   |
|      |               | Europäisches Georgien (ES) ევროპული საქართველო Ewropuli Sakartwelo                                                             | Mitte-rechts Wirtschaftsliberalismus Liberaler Konservatismus Pro-Europäismus        | Giga Bokeria                           | EVP B         | 2017          | 5/150                  | 0/150                      | 18/2068                  |
|      |               | Allianz der Patrioten Georgiens (SPA) საქართველოს პატრიოტთა ალიანსი Sakartwelos Patriotta Aliansi                              | Rechtspopulismus Nationalkonservatismus Russophilie Euroskeptizismus                 | Irma Inaschwili                        | –             | 2012          | 4/150                  | 0/150                      | 5/2068                   |
|      |               | Georgische Arbeiterpartei (SLP) საქართველოს ლეიბორისტული პარტია Sakartwelos Leiboristuli Partia                                | Mitte-links Demokratischer Sozialismus Linkspopulismus Pro-Europäismus               | Schalwa Natelaschwili                  | –             | 1995          | 1/150                  | 0/150                      | 3/2068                   |
|      | Unabhängige   | Unabhängige | Unabhängige                                                                          | Unabhängige                            | Unabhängige   | Unabhängige   | 1/150                  | 10/150                     | –                        |
|      | Vakante Sitze | Vakante Sitze | Vakante Sitze                                                                        | Vakante Sitze                          | Vakante Sitze | Vakante Sitze | 0/150                  | 11/150                     | –                        |

### Parteien in Kommunalvertretungen
Zusätzlich zu den im Parlament vertretenen Parteien sind die folgenden Parteien in den Versammlungen der Munizipalitäten (Sakrebulos; entspricht in etwa einem Kreistag) vertreten.
| Logo | Logo | Partei                                                                                   | Ausrichtung                                                    | Parteivorsitzender        | Europapartei | Gründung | Kommunale Mandate (2021) |
| ---- | ---- | ---------------------------------------------------------------------------------------- | -------------------------------------------------------------- | ------------------------- | ------------ | -------- | ------------------------ |
|      |      | Für die Menschen ხალხისთვის Chalchistwis                                                 | Mitte-links Progressivismus Sozialliberalismus Pro-Europäismus | Anna Dolidse              | –            | 2021     | 2/2068                   |
|      |      | Girchi – Mehr Freiheit (Girchi–MF) გირჩი – მეტი თავისუფლება Girtschi – Meti Tawissupleba | Mitte-rechts Libertarismus Pro-Europäismus                     | Surab Girchi Dschaparidse | ALDE A       | 2020     | 1/2068                   |
|      |      | Freies Georgien (TS) თავისუფალი საქართველო Tawissupali Sakartwelo                        | Rechts Konservatismus Pro-Europäismus                          | Kacha Kukawa              | –            | 2010     | 1/2068                   |